# Puisieux (Seine-et-Marne)
Puisieux település Franciaországban, Seine-et-Marne megyében. Lakosainak száma 319 fő (2022. január 1.). Puisieux Réez-Fosse-Martin, Brégy, Douy-la-Ramée, Étrépilly, Marcilly és Vincy-Manœuvre községekkel határos.

## Népesség
A település népességének változása:
| Lakosok száma | 318  | 315  | 323  | 319  | 320  | 320  | 321  | 319  | 319  |
|               | 2013 | 2015 | 2016 | 2017 | 2018 | 2019 | 2020 | 2021 | 2022 |